# Communauté de communes Baie du Mont-Saint-Michel
Die Communauté de communes Baie du Mont-Saint-Michel ist ein ehemaliger französischer Gemeindeverband mit der Rechtsform einer Communauté de communes im Département Ille-et-Vilaine in der Region Bretagne. Der Gemeindeverband wurde am 28. Oktober 1993 gegründet und bestand aus elf Gemeinden. Der Verwaltungssitz befand sich im Ort Pleine-Fougères.

## Historische Entwicklung
Der Gemeindeverband fusionierte mit Wirkung vom 1. Januar 2017 mit der Communauté de communes du Pays de Dol-de-Bretagne et de la Baie du Mont-Saint-Michel und bildete so die Nachfolgeorganisation Communauté de communes du Pays de Dol et de la Baie du Mont Saint-Michel.

## Ehemalige Mitgliedsgemeinden
1. La Boussac
2. Broualan
3. Pleine-Fougères
4. Roz-sur-Couesnon
5. Sains
6. Saint-Broladre
7. Saint-Georges-de-Gréhaigne
8. Saint-Marcan
9. Sougéal
10. Trans-la-Forêt
11. Vieux-Viel